# Glaadtbachtal mit Nebenbächen
Das Naturschutzgebiet Glaadtbachtal mit Nebenbächen liegt auf dem Gebiet der Gemeinde Dahlem im Kreis Euskirchen in Nordrhein-Westfalen.

## Lage
Das Gebiet erstreckt sich südsüdöstlich des Kernorts Dahlem an der Grenze zu Rheinland-Pfalz und umfasst neben dem Glaadtbach auch den Haubach, den Wilsenbach und den Luttersbach. Es besteht aus insgesamt drei einzelnen Gebieten, durch die die Eifelstrecke Köln–Euskirchen–Gerolstein–Trier in Nord-Süd-Richtung verläuft.

## Bedeutung
Für Dahlem ist seit 1985 ein 72,4 ha großes Gebiet unter der Kenn-Nummer EU-024 als Naturschutzgebiet ausgewiesen. Das Gebiet wurde unter Schutz gestellt, um den Lebensraum für mehrere nach der Roten Liste in Nordrhein-Westfalen gefährdete Tier- und Pflanzenarten zu erhalten und zu entwickeln. Ein weiterer Zweck besteht laut Verordnung in der „Erhaltung und Optimierung des Gebietes als gut ausgeprägter Biotopkomplex mit in NRW gefährdeten Biotopen“. Dabei soll der Lebens- und Rückzugsraum von bedrohten Tier- und Pflanzenarten erhalten werden.

## Gebietsbeschreibung

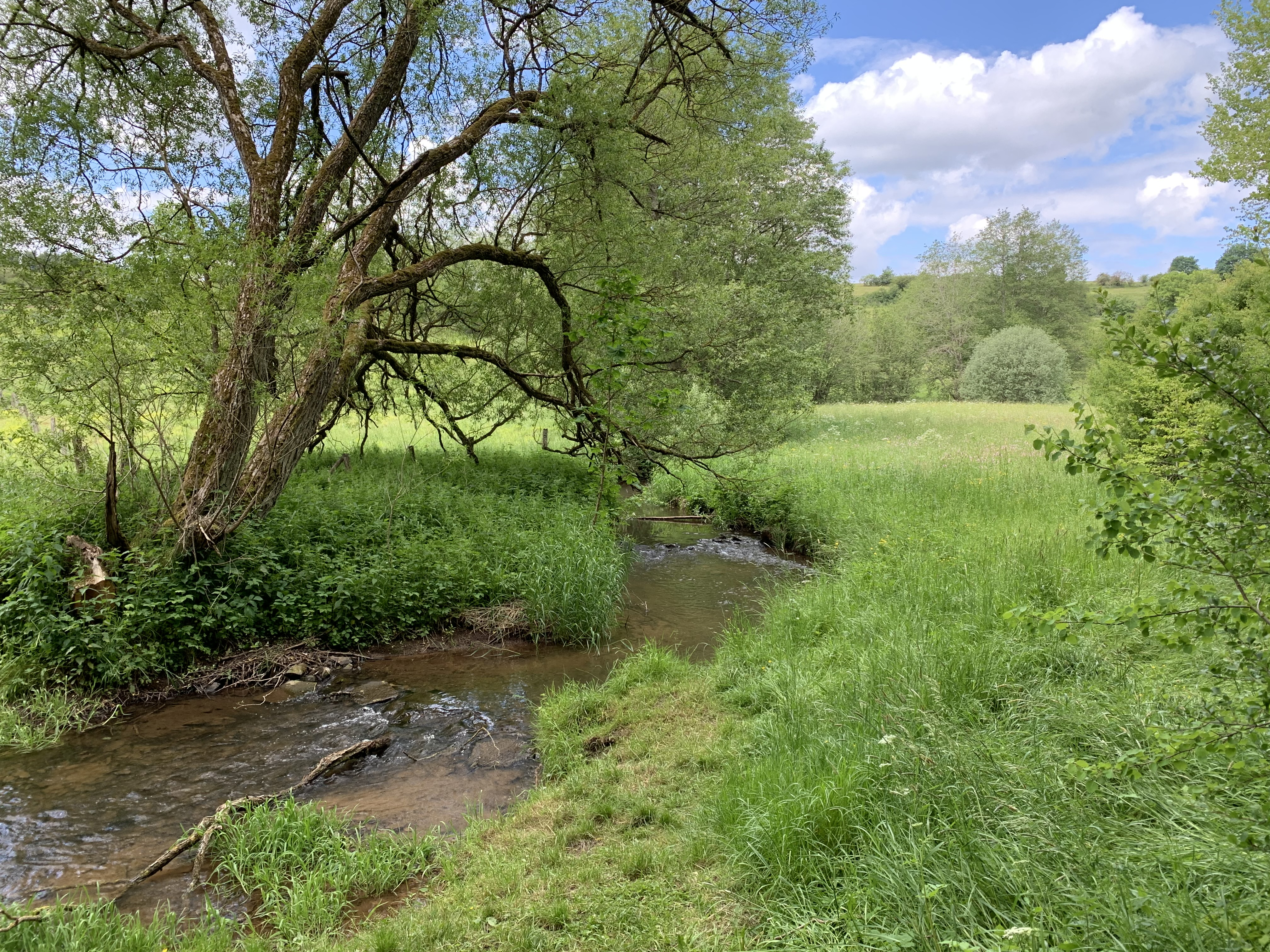
Glaadtbach

Das erste Teilgebiet liegt am südöstlichen Rand von Dahlem und dort östlich der Obermühle und südlich des Margaretenhofs. Dort befinden sich Feucht- und Magerweiden, die am Westhang brach liegen und in der unteren Hälfte intensiv beweidet werden. An der oberen Quellflur gedeihen die Asch-Weide sowie die Espe.
Das zweite Teilgebiet liegt im Südosten rund um den Haubach, ein rund 1,3 km langer Nebenfluss des Glaadtbaches. Er fließt durch brachgefallenes Grünland sowie Fichtenforste. An den Ufern des Quellbereiches wachsen Heidel- und Himbeeren, während der weitere Verlauf mit Fichten bedeckt ist. In den Grünlandbereichen im mittleren Abschnitt gedeihen das Mädesüß sowie der Bärenklau; einige Abschnitte werden landwirtschaftlich durch Fischteiche genutzt.
Das dritte und flächenmäßig größte Gebiet erstreckt sich entlang des Glaadtbachs sowie des Lutterbachs. In diesem Bereich befindet sich im Nordosten eine Kläranlage mit drei Klärteichen. Der Glaadtbach ist in diesem Teil begradigt. Die Aue liegt im Wesentlichen brach und wird nur im nördlichen Teil beweidet. Während auf der westlichen Seite der Bahnlinie vorwiegend Magerweiden und einzelne Sträucher wachsen, gedeihen auf der östlichen Seite vornehmlich Erlen und Weiden. Im Gebiet um den Lutterbach liegen die meisten Flächen brach, während die Flächen um den nördlich gelegenen Wilsenbach landwirtschaftlich genutzt werden.

## Schutzziele und Gefährdung

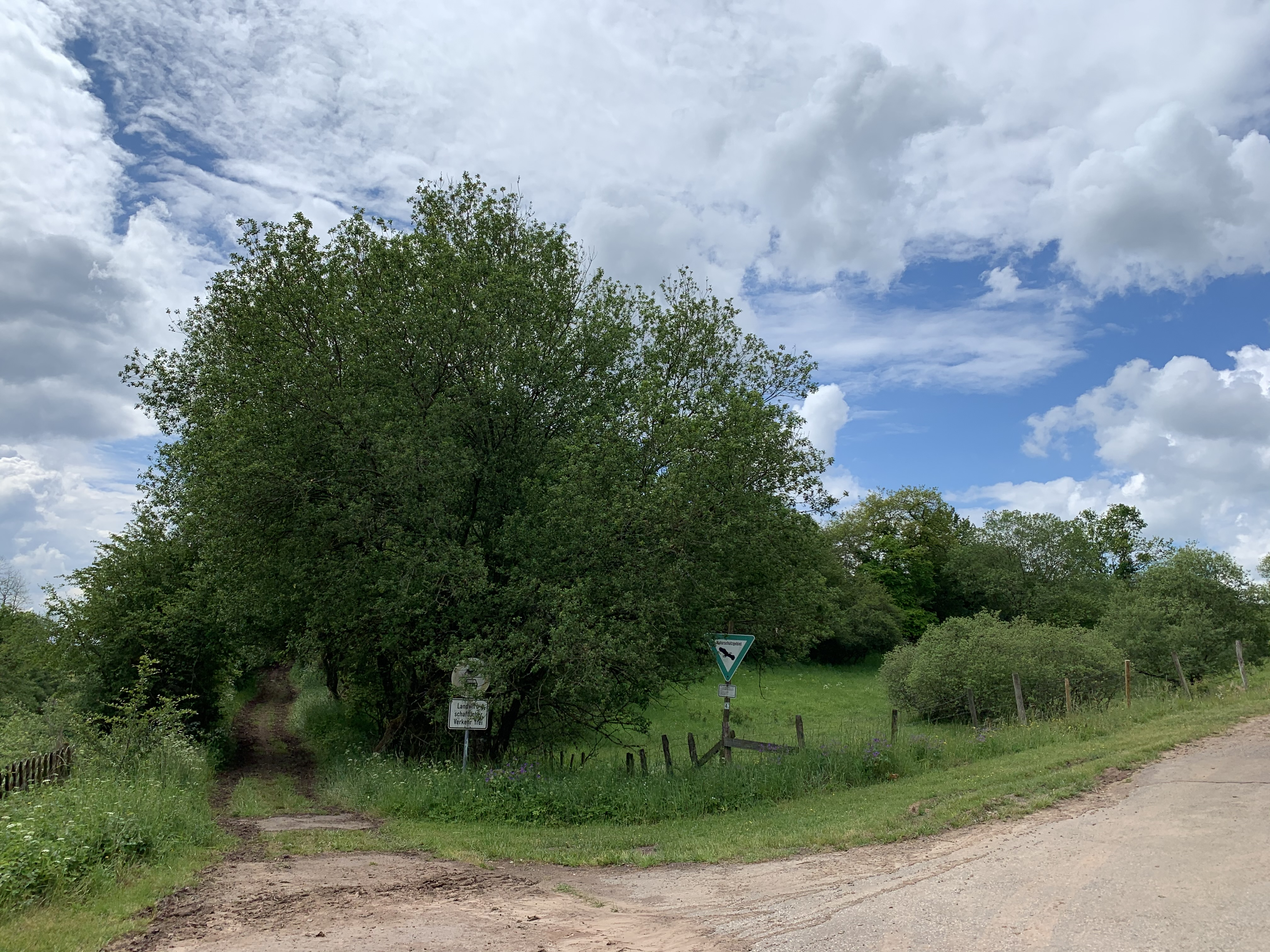
Westlicher Teil

Das Gebiet wurde unter Naturschutz gestellt, um ein „wertvolles Quellgebiet mit naturnahem Bachlauf und wertvollem Grünlandbereich“ zu erhalten und zu optimieren. Die Grünlandbrache soll erhalten bleiben, ebenso die Feucht- und Nasswiesen, der Kalkmagerrasen und die Magerwiesen.
Das Landesamt für Natur, Umwelt und Verbraucherschutz Nordrhein-Westfalen (LANUV) sieht zahlreiche Gefährdungen, darunter Störungen durch Düngung, Wasserentnahme, Fischerei, zu intensiver Beweidung und der Ausbreitung nicht einheimischer Gehölze. Als Maßnahmen, um diese Beeinträchtigungen zu vermeiden sollte aus Sicht des LANUV unter anderem die Fischereiausübung beschränkt, eine extensive Grünlandbewirtschaftung vermieden und auf wegebauliche Maßnahmen verzichtet werden.